# 1-己炔
1-己炔（英語：1-Hexyne）也称为正丁基乙炔（英語：n-butylacetylene），是一种链端炔烃，结构式HC≡C(CH2)3CH3，是己炔的同分异构体之一。